# Trichomyia inermis
Trichomyia inermis är en tvåvingeart som beskrevs av Barretto 1954. Trichomyia inermis ingår i släktet Trichomyia och familjen fjärilsmyggor. Inga underarter finns listade i Catalogue of Life.